# 热福斯-丰特奈
热福斯-丰特奈（法語：Géfosse-Fontenay，法語發音：[ʒefos fɔ̃tnɛ] ⓘ）是法国卡尔瓦多斯省的一个市镇，属于巴约区。该市镇于1861年由原市镇热福斯（Géfosse）和丰特奈（Fontenay）合并而成。

## 地理
热福斯-丰特奈（49°21'54"N, 1°5'37"W）面积11.11 平方千米，位于法国诺曼底大区卡爾瓦多斯省，该省份为法国西北部沿海省份，北濒大西洋英吉利海峡，东北与滨海塞纳省以海上边界相接，东临厄尔省，南至奧恩省，西与芒什省接壤。
与热福斯-丰特奈接壤的市镇（或旧市镇、城区）包括：拉康布、卡尔东维尔、格朗康-迈西、奥斯芒维尔。
热福斯-丰特奈的时区为UTC+01:00、UTC+02:00（夏令时）。

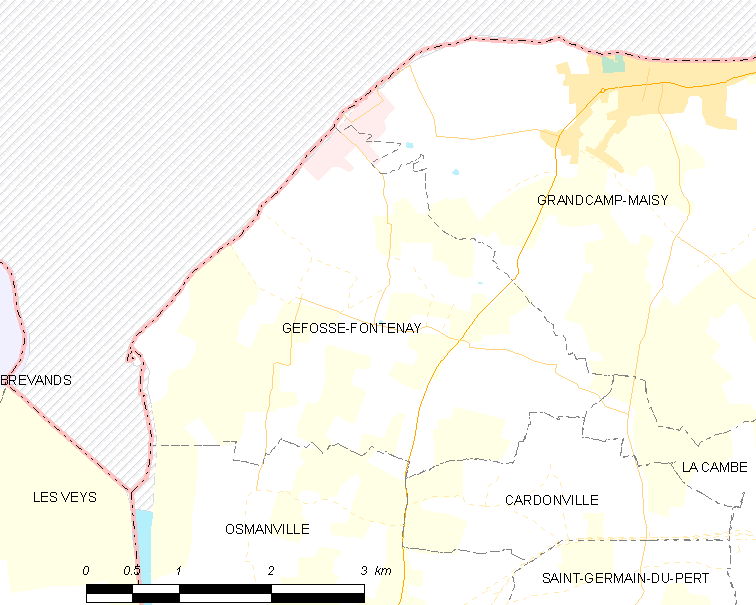
热福斯-丰特奈的OSM定位图

## 行政
热福斯-丰特奈的邮政编码为14230，INSEE市镇编码为14298。

## 政治
热福斯-丰特奈所属的省级选区为特雷维耶尔县。

## 人口

1962-2008年间热福斯-丰特奈人口变化图示

热福斯-丰特奈于2022年1月1日时的人口数量为131人。